# Opel GT (1968)
 For alternative betydninger, se Opel GT. (Se også artikler, som begynder med Opel GT)
Opel GT er en sportsvogn med baghjulstræk. Oprindeligt produceret mellem 1968 og 1973, dog med en anden generations GT, produceret i perioden 2007 - 2009.
Den oprindelige Opel GT debuterede som en designøvelse, på motorsshows i Paris og Frankfurt. Den færdige produktionsmodel, havde mange fælleskomponenter med Opel Kadett B modellen, mens dens todørs hard-top karrosseri blev produceret af den franske underleverandør Brissonneau & Lotz.